# Oussama El Azzouzi
Oussama El Azzouzi (in arabo أسامة العزوزي‎?; Veenendaal, 29 maggio 2001) è un calciatore olandese naturalizzato marocchino, centrocampista dell'Auxerre, in prestito dal Bologna, e della nazionale marocchina.

## Biografia
È nato nei Paesi Bassi da genitori marocchini, e possiede pertanto la doppia cittadinanza; è il fratello gemello di di Anouar El Azzouzi, anch'egli calciatore professionista.

## Caratteristiche tecniche
Di ruolo centrocampista, può essere impiegato sia come regista davanti alla difesa che come mezzala. Dispone di buona tecnica e visione di gioco.

## Carriera

### Club
Cresciuto nei settori giovanili di VRC, Vitesse, DOVO e Groningen, il 30 maggio 2021 firma il suo primo contratto da professionista con l'Emmen, dalla durata di un anno con opzione di rinnovo per un'altra stagione. Conclude la sua prima stagione fra i professionisti con 36 presenze e una rete, vincendo anche il suo primo titolo da giocatore.
Il 30 luglio 2022 viene acquistato dai belgi dell'Union Saint-Gilloise, firmando un contratto quadriennale con opzione di rinnovo per un altro anno. Il 13 ottobre successivo ha esordito nelle competizioni europee, disputando l'incontro pareggiato per 3-3 contro il Braga, valido per la fase a gironi di Europa League.
Il 20 luglio 2023 viene acquistato dal Bologna. Il 21 agosto esordisce con i felsinei, subentrando nel secondo tempo a Nicolás Domínguez nella partita in casa col Milan, persa per 2-0. Il 18 febbraio 2024 nella 25ª giornata di campionato segna il suo primo gol col Bologna contro la Lazio, nel successo per 2-1 in casa dei capitolini.
Il 1º agosto 2025 viene ceduto in prestito annuale all'Auxerre, in Ligue 1.

### Nazionale
Il 17 ottobre 2023 esordisce con il Marocco nel successo per 3-0 contro la Liberia. Viene convocato per la Coppa d'Africa 2023.

## Statistiche

### Presenze e reti nei club
Statistiche aggiornate al 1° agosto 2025.
| Stagione        | Squadra              | Campionato      | Campionato | Campionato | Coppe nazionali | Coppe nazionali | Coppe nazionali | Coppe continentali | Coppe continentali | Coppe continentali | Altre coppe | Altre coppe | Altre coppe | Totale | Totale |
| Stagione        | Squadra              | Comp            | Pres       | Reti       | Comp            | Pres            | Reti            | Comp               | Pres               | Reti               | Comp        | Pres        | Reti        | Pres   | Reti   |
| --------------- | -------------------- | --------------- | ---------- | ---------- | --------------- | --------------- | --------------- | ------------------ | ------------------ | ------------------ | ----------- | ----------- | ----------- | ------ | ------ |
| 2021-2022       | Emmen                | 1D              | 34         | 1          | CO              | 2               | 0               |                    | -                  | -                  |             | -           | -           | 36     | 1      |
| 2022-2023       | Union Saint-Gilloise | D1              | 23         | 0          | CB              | 4               | 2               | UCL+UEL            | 0+7                | 0                  |             | -           | -           | 34     | 2      |
| 2023-2024       | Bologna              | A               | 18         | 2          | CI              | 2               | 0               | -                  | -                  | -                  | -           | -           | -           | 20     | 2      |
| 2024-2025       | Bologna              | A               | 2          | 0          | CI              | 1               | 0               | UCL                | -                  | -                  | -           | -           | -           | 3      | 0      |
| Totale Bologna  | Totale Bologna       | Totale Bologna  | 20         | 2          |                 | 3               | 0               |                    | -                  | -                  |             | -           | -           | 23     | 2      |
| 2025-2026       | Auxerre              | L1              | -          | -          | CF              | -               | -               |                    | -                  | -                  |             | -           | -           | -      | -      |
| Totale carriera | Totale carriera      | Totale carriera | 77         | 3          |                 | 9               | 2               |                    | 7                  | 0                  |             | -           | -           | 93     | 5      |

### Cronologia presenze e reti in nazionale
| Cronologia completa delle presenze e delle reti in nazionale ― Marocco | Cronologia completa delle presenze e delle reti in nazionale ― Marocco | Cronologia completa delle presenze e delle reti in nazionale ― Marocco | Cronologia completa delle presenze e delle reti in nazionale ― Marocco | Cronologia completa delle presenze e delle reti in nazionale ― Marocco | Cronologia completa delle presenze e delle reti in nazionale ― Marocco | Cronologia completa delle presenze e delle reti in nazionale ― Marocco | Cronologia completa delle presenze e delle reti in nazionale ― Marocco |
| Data                                                                   | Città                                                                  | In casa                                                                | Risultato                                                              | Ospiti                                                                 | Competizione                                                           | Reti                                                                   | Note                                                                   |
| ---------------------------------------------------------------------- | ---------------------------------------------------------------------- | ---------------------------------------------------------------------- | ---------------------------------------------------------------------- | ---------------------------------------------------------------------- | ---------------------------------------------------------------------- | ---------------------------------------------------------------------- | ---------------------------------------------------------------------- |
| 17-10-2023                                                             | Agadir                                                                 | Marocco                                                                | 3 – 0                                                                  | Liberia                                                                | Qual. Coppa d'Africa 2023                                              | -                                                                      |                                                                        |
| 11-1-2024                                                              | San-Pédro                                                              | Marocco                                                                | 3 – 1                                                                  | Sierra Leone                                                           | Amichevole                                                             | -                                                                      | 75’                                                                    |
| 22-3-2024                                                              | Agadir                                                                 | Marocco                                                                | 1 – 0                                                                  | Angola                                                                 | Amichevole                                                             | -                                                                      | 75’                                                                    |
| 26-3-2024                                                              | Agadir                                                                 | Marocco                                                                | 0 – 0                                                                  | Mauritania                                                             | Amichevole                                                             | -                                                                      |                                                                        |
| 7-6-2024                                                               | Agadir                                                                 | Marocco                                                                | 2 – 1                                                                  | Zambia                                                                 | Qual. Mondiali 2026                                                    | -                                                                      |                                                                        |
| 9-6-2025                                                               | Fès                                                                    | Marocco                                                                | 1 – 0                                                                  | Benin                                                                  | Amichevole                                                             | -                                                                      | 83’                                                                    |
| Totale                                                                 |                                                                        | Presenze                                                               | 6                                                                      |                                                                        | Reti                                                                   | 0                                                                      |                                                                        |

| Cronologia completa delle presenze e delle reti in nazionale ― Marocco olimpica | Cronologia completa delle presenze e delle reti in nazionale ― Marocco olimpica | Cronologia completa delle presenze e delle reti in nazionale ― Marocco olimpica | Cronologia completa delle presenze e delle reti in nazionale ― Marocco olimpica | Cronologia completa delle presenze e delle reti in nazionale ― Marocco olimpica | Cronologia completa delle presenze e delle reti in nazionale ― Marocco olimpica | Cronologia completa delle presenze e delle reti in nazionale ― Marocco olimpica | Cronologia completa delle presenze e delle reti in nazionale ― Marocco olimpica |
| Data                                                                            | Città                                                                           | In casa                                                                         | Risultato                                                                       | Ospiti                                                                          | Competizione                                                                    | Reti                                                                            | Note                                                                            |
| ------------------------------------------------------------------------------- | ------------------------------------------------------------------------------- | ------------------------------------------------------------------------------- | ------------------------------------------------------------------------------- | ------------------------------------------------------------------------------- | ------------------------------------------------------------------------------- | ------------------------------------------------------------------------------- | ------------------------------------------------------------------------------- |
| 24-7-2024                                                                       | Saint-Étienne                                                                   | Argentina olimpica                                                              | 1 – 2                                                                           | Marocco olimpica                                                                | Olimpiadi 2024 - 1º turno                                                       | -                                                                               | 80’                                                                             |
| 27-7-2024                                                                       | Saint-Étienne                                                                   | Ucraina olimpica                                                                | 2 – 1                                                                           | Marocco olimpica                                                                | Olimpiadi 2024 - 1º turno                                                       | -                                                                               | 87’                                                                             |
| 30-7-2024                                                                       | Nizza                                                                           | Marocco olimpica                                                                | 3 – 0                                                                           | Iraq olimpica                                                                   | Olimpiadi 2024 - 1º turno                                                       | -                                                                               | 85’                                                                             |
| 2-8-2024                                                                        | Parigi                                                                          | Marocco olimpica                                                                | 4 – 0                                                                           | Stati Uniti olimpica                                                            | Olimpiadi 2024 - Quarti di finale                                               | -                                                                               |                                                                                 |
| 5-8-2024                                                                        | Marsiglia                                                                       | Marocco olimpica                                                                | 1 – 2                                                                           | Spagna olimpica                                                                 | Olimpiadi 2024 - Semifinale                                                     | -                                                                               |                                                                                 |
| Totale                                                                          |                                                                                 | Presenze                                                                        | 5                                                                               |                                                                                 | Reti                                                                            | 0                                                                               |                                                                                 |

## Palmarès

### Club
- Eerste Divisie: 1

Emmen: 2021-2022
- Coppa Italia: 1

Bologna: 2024-2025

### Nazionale
- Bronzo olimpico: 1

Parigi 2024